# Пиргадикийска кула
Пиргадикийската кула (на гръцки: Πύργος Περιγαρδικείας) е средновековна кула в село Пиргадикия, Егейска Македония, Гърция.

## Местоположение
Кулата се намира на нисък хълм в центъра на плаж Камбос, на около 100 m от морето, на 2 km североизточно от Пиргадикия.

## История
Кулата е принадлежала на метоха на манастира Дохиар. Първото споменаване на кулата на манастира Дохиар в Камбос е от 1409 година и вероятно кулата е построена в началото на XV век, като е получила някои модификации през следващите векове.

## Описание
Голяма част от кулата е срутена. Максималната ѝ височина днес е около 6,5 m. Най-добре запазена е югоизточната фасада, където се вижда входният отвор. Останалите страни са запазени на много по-ниска височина, а вътрешността е измазана.
Кулата в първоначалния си вид е била масивна с размери на основата приблизително 10 × 8 m. Хълмът е имал допълнителна защита чрез външно заграждение.
В рамките на заграждението, освен кулата е имало и други сгради. В сравнително добро състояние е запазена малка постройка пред кулата, която трябва да е останка от XIX век и вероятно е била използвана за настаняване на работниците в метоха.
Комплексът от кулата и помощните сгради заемат площ от 4,5 декара, докато периметърът на външната стена е около 300 m. Различават се около 85 m от оригиналната стена, но не на първоначалната височина.